# Georg Christoph Lichtenberg
Pour les articles homonymes, voir Lichtenberg.
Georg Christoph Lichtenberg, né à Ober-Ramstadt le 1er juillet 1742 et mort à Göttingen le 24 février 1799, est un philosophe, écrivain et physicien allemand. Il est particulièrement connu pour ses Aphorismes.

## Biographie
Georg Christoph Lichtenberg est le dix-septième enfant du pasteur Johann Conrad Lichtenberg (1689–1751) et d’Henriette Catharina Eckhardt (1696–1764). D’une santé fragile, il passe son enfance et son adolescence à Darmstadt où une chute, vers l’âge de huit ans, entraîne une déformation de sa colonne vertébrale ; il perd son père en 1751.
Se livrant avec passion à l’étude, il bénéficie d’une bourse octroyée par le landgrave Louis VIII qui lui permet de s’inscrire à l’université de Göttingen le 21 mai 1763. Il y étudie les mathématiques, l’astronomie et les sciences naturelles, sans négliger l’histoire et la littérature.
Il perd sa mère en 1764, année au cours de laquelle il entreprend la rédaction de ses cahiers.
De 1767 à 1770 il subvient à ses besoins en donnant des leçons d’anglais. Au printemps 1770, il effectue le premier de plusieurs voyages en Angleterre, et à Londres en particulier, qui lui permirent d’étudier à fond les mœurs de ce pays pour tirer, de leur contraste avec les mœurs allemandes, des sujets de satire, et où il rencontre le roi George III.
À son retour il est nommé professeur de philosophie à Göttingen où il reçoit le titre de conseiller de cour en 1788. Il devient un pédagogue apprécié de ses étudiants. D’août à décembre 1774 il effectue un second voyage en Angleterre à l’invitation du roi qui lui confie l’éducation de ses cadets.
En 1777, il construit un important électrophore pour générer de l'électricité statique sous une forte tension électrique via l'induction électrostatique. Il observe les formes dessinées par les décharges électriques et se rend compte qu'après la décharge de cette tension à la surface d'un isolant, ces formes peuvent laisser des images fixées dans de la poussière : c'est aussi la découverte du principe de base de l'électrophotographie. C'est d'autre part une découverte préliminaire à celle de la physique de l'état plasma.
Malgré son infirmité, il connaît de nombreuses conquêtes féminines. En mai 1777, il fait la connaissance d’une jeune fille de 13 ans, Maria Dorothea Stechard, dont il tombe amoureux. Ils vivent en ménage mais non mariés jusqu’à la mort de cette dernière en 1782. Cette mort provoque chez Lichtenberg des crises de dépression et lui donne des idées de suicide. La rencontre, en septembre 1783, avec Margarethe Kellner, qui devient son épouse, l’apaise un temps. De nombreux enfants naissent de cette union.
Dans le cadre de ses activités scientifiques sur le calcul des probabilités, l’électricité, etc., il a correspondu avec Kant, Volta et introduit en Allemagne l’usage du paratonnerre.
Il a également rencontré Goethe qui cherchait son soutien dans le cadre de sa théorie des couleurs. Lichtenberg est devenu membre de la Royal Society le 11 avril 1793
En dehors de ses travaux scientifiques, Lichtenberg a produit plusieurs essais littéraires et surtout de nombreux écrits satiriques, caractérisés par leur verve et leur humour. Les principaux sont une suite de Ausführliche Erklärung der Hogarthischen Kupferstiche (Commentaires sur les gravures de Hogarth, Göttingen, 1794-1808, in-fol, 10 liv.) ; Timorus, das ist die Verteidigung zweier Israeliten, die durch die Kräftigkeit der lavaterischen Beweisgründe und der Göttingischen Mettwürste bewogen den wahren Glauben angenommen haben (Timorus, ou l’apologie de deux juifs décidés par la force des arguments de Lavater et par les andouilles de Göttingen à embrasser la vraie foi, 1773, in-8°), satire, signée du pseudonyme de « Conrad Pholorin », en réponse à l’appel à la conversion adressé par Lavater au philosophe juif Mendelssohn ; Über Physiognomik wider die Physiognomen (Sur la physiognomonie, contre les physiognomonistes, Wider, etc.; Göttingen, 1778), protestation du bon sens contre les prétentions de Lavater ; Über die Pronunciation der Schupse des alten Griechenlands (De la Prononciation des moutons de l’ancienne Grèce, 1782), plaisante parodie des innovations orthographiques proposées par Voß. Une grande partie de ces satires parurent dans le Göttingischer Taschen-Calendar (et sa version française l'Almanac de Goettingue) que Lichtenberg dirigea vingt-cinq ans, jusqu'à sa mort en 1799,.

## LesSudelbücherou cahiers d’aphorismes

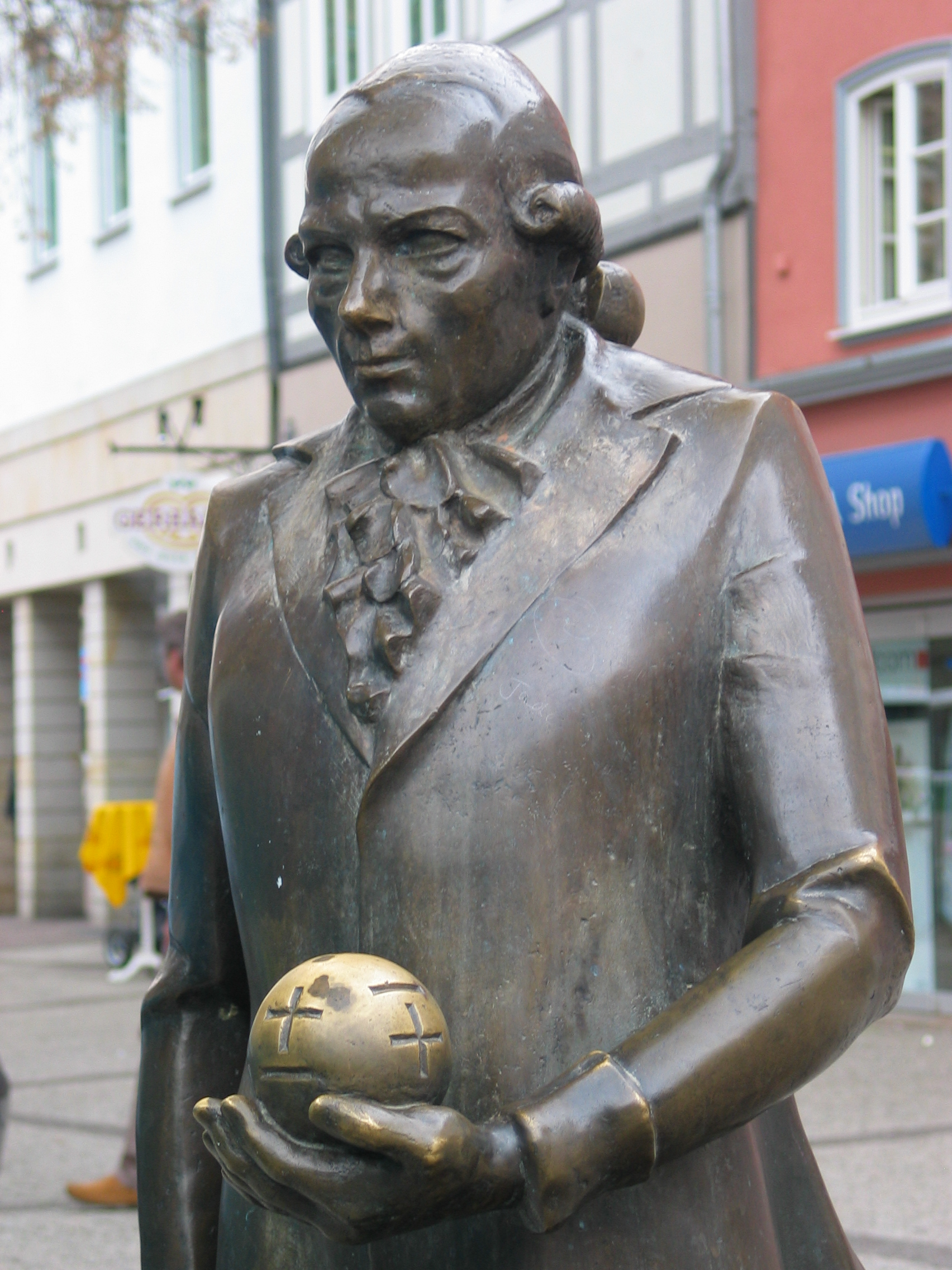
Statue de Lichtenberg à Göttingen.

L’œuvre pour laquelle Lichtenberg est passé à la postérité sont les quelque huit mille cent pensées dont il a couvert un certain nombre de cahiers. Cette œuvre fragmentaire, non destinée à la publication du vivant de leur auteur, est désormais et généralement désignée sous le terme d’aphorismes. Ce terme est dû au philologue allemand Albert Leitzmann (de) qui a publié, de 1902 à 1906, une édition savante des cahiers de Lichtenberg sous le titre Georg Christoph Lichtenbergs Aphorismen car Lichtenberg n’a jamais employé ce mot, pour désigner son travail d’écriture, dont il parle davantage comme d’un Sudelbuch, « livre brouillard », une allusion aux registres comptables et de gestion.
Les cahiers ont fait l’objet de différentes éditions en France dont les plus importantes sont, après les premières traductions de Victor Bouillier (auteur d'un Essai sur sa vie et ses œuvres littéraires, Édouard Champion, 1914), et Albert Béguin :
- Cahiers d’aphorismes, traduction de Marthe Robert, Paris, Denoël, 1980. Cette édition contient mille cinq cent cinquante-sept aphorismes.
- Un recueil important des aphorismes de Lichtenberg est Le Miroir de l’âme, traduction et introduction de Charles Le Blanc, Paris, José Corti, 1997. Le recueil en compte près de deux mille cent. Cette édition se fonde sur l’édition savante allemande en quatre tomes et deux livres de commentaires (1968-1992) de Wolfgang Promies. Elle respecte strictement l’ordre chronologique des cahiers.
- Une traduction intégrale en français est désormais disponible : Brouillons, traduction d'Étienne Barilier, Paris, Éditions Noir sur Blanc, 2025  (ISBN 978-2-889-83024-4).

## Réception
Tandis qu'au Siècle des Lumières, beaucoup d'écrivains mineurs sont restés dans l'ombre de Wieland et de Lessing, « seul a survécu Georg Christoph Lichtenberg, professeur de mathématiques et de physique à Göttingen ». Chassard et Weil le présentent comme « un moraliste psychologue » dont témoignent ses Aphorismes (Aphorismen). Selon ces deux germanistes, Lichtenberg « raille avec esprit ses contemporains, mais laisse entrevoir derrière son ironie les grandes questions éternelles auxquelles tout homme est confronté ». 

« Là où Lichtenberg raille, écrit Goethe, un problème se dissimule. »

— Chassard et Weil, 1981
Lichtenberg demeure encore particulièrement ignoré en France, même si, parmi les premiers à attirer l'attention sur ce philosophe, on compte Albert Béguin qui lui consacre le premier chapitre de L'Âme romantique et le rêve (1939), où il cite Goethe : « Lorsqu'il fait une plaisanterie, c'est qu'il y a là un problème caché », et André Breton qui lui consacre un des chapitres de son Anthologie de l'humour noir (1940), rappelant d'abord combien de grands penseurs ou écrivains l'ont admiré : Goethe, Kant, Nietzsche, Schopenhauer ou encore Tolstoï. Selon Breton, la question de la liberté et de l'autonomie de la pensée (« croire ou ne pas croire », « ne nier ni croire »), contre le dogmatisme, est au centre de son œuvre ; il souligne également à quel point la vie comme la pensée de Lichtenberg abondent en « contradictions passionnantes », écrivant ainsi : « En lui, bien que l'homme des “lumières” soit l'adversaire déterminé du mouvement de Sturm und Drang (d'assaut et de tumulte) qui s'empare alors de la littérature allemande, il est d'emblée le plus enthousiaste admirateur de Jean Paul. En lui encore, l'homme de l'expérience (le professeur de physique à l'université de Göttingue, il a été le maître de Humboldt, il a découvert que les électricités positive et négative ne se propagent pas de la même manière dans les matières isolantes) vit dans la plus parfaite intimité avec le rêveur (le rationaliste Lichtenberg a fait l'éloge de Jacob Böhme, il a été le premier à pénétrer le sens profond de l'activité onirique et le moins qu'on puisse dire est que ses vues sur ce sujet restent de toute actualité). Il doit être célébré comme le prophète du hasard, de ce hasard dont Max Ernst dira qu'il est le “maître de l'humour” ». « Le rêve est une vie », écrit Lichtenberg.
Charles Le Blanc, qui le considère comme une des consciences les plus lucides de l'Aufklärung (les Lumières), présente son œuvre comme une « œuvre clé », qui est un « miroir de l'âme », une sorte de long monologue intérieur attentif à la vie intérieure, réalisant l'impératif socratique de la connaissance de soi, selon un mode à la fois moraliste et scientifique. Lichtenberg parle d'abord de son âme, et enjoint avant tout de penser par soi-même et voir par ses propres yeux (primat de l'expérience) : « On parle beaucoup des Lumières et l'on dit que l'on en souhaite davantage. Mon Dieu ! À quoi bon toute cette lumière si les gens n'ont point d'yeux ou bien ferment volontairement ceux qu'ils ont ? ». Notre savoir et la plupart de nos représentations relèvent largement de l'anthropomorphisme, mais l'homme est perfectible et se produit lui-même : « Dieu crée les bêtes, l'homme se crée lui-même ». Mais entre savoir et ignorance, il convient de se méfier des langages obscurs et des mots en général : « Nous devons [...] bien des erreurs à l'abus des mots ; c'est peut-être à ce même abus que nous devons les axiomes » ; « Chez les sages les plus éclairés suit, à tout accroissement de connaissance, la conviction de leur ignorance », si bien que nous en sommes quasiment réduits à « inventer de nouvelles erreurs ».
Selon Charles Le Blanc, cette œuvre est toujours actuelle par la force de son combat contre le danger du système (« la technique qui remplace l'expérience »), l'intolérance, le fanatisme, le dogmatisme, l'académisme, sa défense de la science contre l'érudition, de la raison contre le sentimentalisme, mais surtout en montrant la bêtise des hommes. Face à « une tendance qui remplace l'expérience des idées et des œuvres », « la vérité de l'expérience » par « l'interprétation de cette vérité », opérant un « passage d'une vérité d'expérience à une vérité qui se résume à n'être qu'une technique », « l'on peut se servir de ses [Lichtenberg] maximes comme autant de lanternes magiques pour mieux lire en nous-mêmes ». C'est d'ailleurs le sens que Lichtenberg donnait lui-même à ses pensées : « Je vous laisse ce petit livre pour qu'il soit un miroir plutôt qu'une lorgnette ; pour que vous vous y regardiez, et non pour que vous observiez autrui ». Charles Le Blanc commente ainsi : « Nous ne sommes pas encore parvenus à faire le compte exact de nos faiblesses, ni à connaître la balance précise de nos ridicules : ce livre sert à en dresser le bilan. L'œuvre de Lichtenberg [...] prend le lecteur à témoin, elle se construit autour de lui, l'interpelle, le tutoie, mais de ce tutoiement qui est une forme supérieure de respect, lorsque les connivences, la complicité et la sympathie se sont fait jour entre deux intelligences, un jour qui apparaît souvent par la lecture ». Mais en même temps, ce livre-brouillard apparaît comme « une grande Voie lactée d'idées ».
En combattant les systèmes et en s'adonnant aux rêves, Lichtenberg défend le courage de penser par soi-même, ayant l'intuition que « la vie consciente n'est pas assez riche [...] pour épuiser notre humanité ».
Propos sur Lichtenberg :
- Goethe : « Les écrits de Lichtenberg peuvent nous servir comme de la plus merveilleuse lanterne magique : là où il rit, c’est qu’un problème se cache »[20].
- Hebbel : « J’ai ces derniers temps fort lu Jean Paul et un peu Lichtenberg. Quelle tête bien faite est-ce que celui-là ! J’aimerais mieux être oublié avec Lichtenberg qu’immortel avec Jean Paul ».[citation nécessaire]
- Karl Kraus : « Lichtenberg creuse plus profondément que tout autre, mais ne remonte pas à la surface. Il parle sous terre. Seul l’entend qui soi-même creuse profondément. »[21] Serge Gainsbourg le citait régulièrement et notamment « la laideur a ceci de supérieure à la beauté : c'est qu'elle dure ».

On a donné, après la mort de Lichtenberg, une édition de ses Vermischte Schriften (Œuvres diverses ; Göttingen, 1800-1806, 9 vol. ; 1844-1845, 6 vol.). On a aussi publié ses Briefe (Lettres ; Ibid., 1846-47, 2 vol.).

## Postérité
- Le cratère lunaire Lichtenberg (en) et l'astéroïde (7970) Lichtenberg portent son nom.
- Les figures de Lichtenberg : découvertes en février 1777, ces figures (arcs, étoiles, arborescences, etc.) se forment autour des électrodes des appareils électriques ou près des points d’impact de foudre[22].
- Le romancier français contemporain Pierre Senges rend hommage à Lichtenberg et à son œuvre dans ses Fragments de Lichtenberg (2008, Éditions Verticales).
- Le compositeur français Julien Pinol a créé en 2006 à Genève un opéra de chambre sur la base de textes de Georg Christoph Lichtenberg.

## Œuvres
- Publication d'une sélection des Aphorismes de Lichtenberg d'après les cahiers originaux retrouvés par Albert Leitzmann (Berlin, 1902-1908) ;
- Aphorismes, 1557 pensées choisies dans la précédente édition et traduites de l'allemand par Marthe Robert, préface d'André Breton (Club français du livre, 1947) ;
- Aphorismes de Lichtenberg, 644 pensées sélectionnées dans la précédente édition (Jean-Jacques Pauvert, coll. « Libertés », 1966) ;
- Aphorismes, traduction du texte intégral revu par M. Robert (Les Presses d'aujourd'hui, 1980) ;
- Aphorismes, traduit de l’allemand par et préface de M. Robert (Paris, Denoël, 1985) ;
- Aphorismes : extraits des cahiers de brouillon de l’auteur, traduit de l’allemand par Marc B. de Launay, (Paris, Findakly, 1986, [Rééd. en 1996]) ;
- Brouillons, édition intégrale des aphorismes, trad. fr. Étienne Barilier, Lausanne, Noir sur Blanc, 3776 p., 2025  (ISBN 978-2-889-83024-4) ;
- Consolations à l’adresse des malheureux qui sont nés un 29 février et autres textes, traduit de l’allemand par Pierre Pénisson, Ole Hanse-Love, Theo Leydenbach (Paris, Corti, 1990, présentation sur le site des éditions José Corti  [lire en ligne]) ;
- Lettres sur l’Angleterre, édité et traduit de l’allemand par Henri Plard, Belval (Vosges) (Circé, 1991) ;
- Le Miroir de l’âme, aphorismes traduits et présentés par Charles Le Blanc (Paris, José Corti, 1997); seconde édition 1998 ; troisième édition revue 2012, présentation sur le site des éditions José Corti [lire en ligne] ;
- Maximes et pensées, édité et traduit de l’allemand par Pierre Garnier (Paris, A. Silvaire, 1998) ;
- Pensées, traduit de l’allemand par et préf. par Charles Le Blanc (Paris, Rivages, « Rivages poches, no 283 », 1999) ;
- Le Couteau sans lame : et autres textes satiriques, édité et traduit de l’allemand par Charles Le Blanc (Paris, Corti, 1999, présentation sur le site des éditions José Corti  [lire en ligne]);
- 62 manières d'appuyer sa tête sur le coude : cartographie de la mélancolie, nouvelle traduction de l'éditeur en collaboration avec Gudrun S. et Nadine Le Lirzin, illustrée de 62 clichés photographiques par Roger Roques et Gudrun S. (Toulouse, Champavert éditeur, 2012) ;
- Lichtenberg, extraits rassemblés par Jean-François Billeter, 2014 (Paris : Allia) ;
- Les quatre parties du jour et Les buveurs de ponche, traduction par Lamy, 1797 (Lyon, Fage éditions, 2018).